# Satamapuisto
Le parc du port (finnois : Satamapuisto) est un parc de Hietasaari à Vaasa en Finlande.

## Présentation
Créé en 1865, le parc compte des arbres anciens, tels que des bouleaux, des mélèzes et des sorbiers. 
Le parc du port s'appelait autrefois Pakkahuoneenpuisto et il y a eu un port intérieur sur le site.
Au milieu de la zone se trouve un petit pavillon qui servait autrefois de kiosque.
À l'extrémité du parc proche de l'Åbo Akademi se trouve le petit parc de Levón qui était à l'origine un jardin privé. 
Un grand chêne, dit arbre de la connaissance et de la croissance, a été planté dans le parc en 2006 pour célébrer le 400ème anniversaire de la ville de Vaasa.